# Stadtbefestigung Friesach

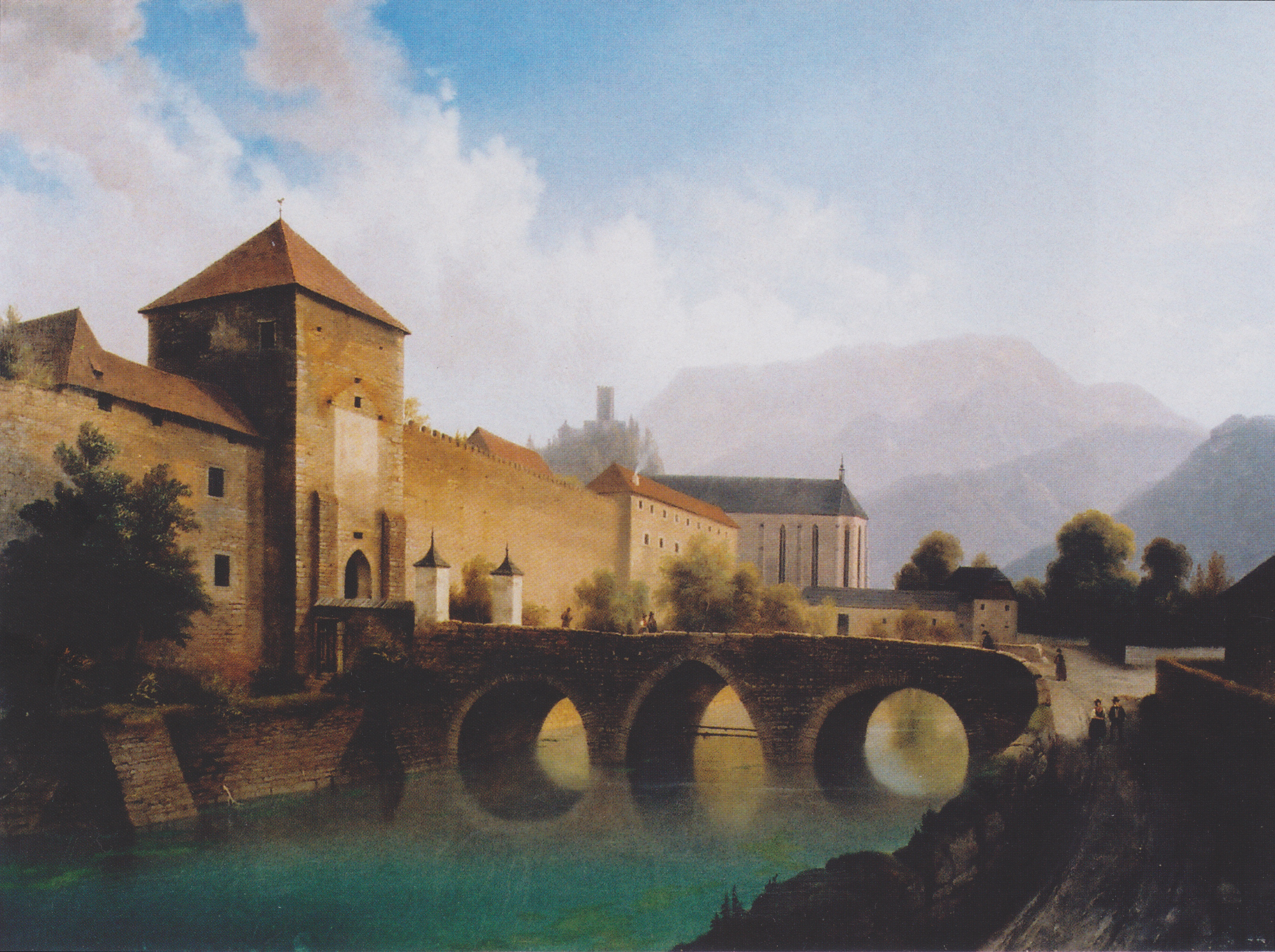
Stadtbefestigung mit dem 1873 abgetragenen Olsator auf einem Gemälde von Markus Pernhart aus dem 19. Jahrhundert

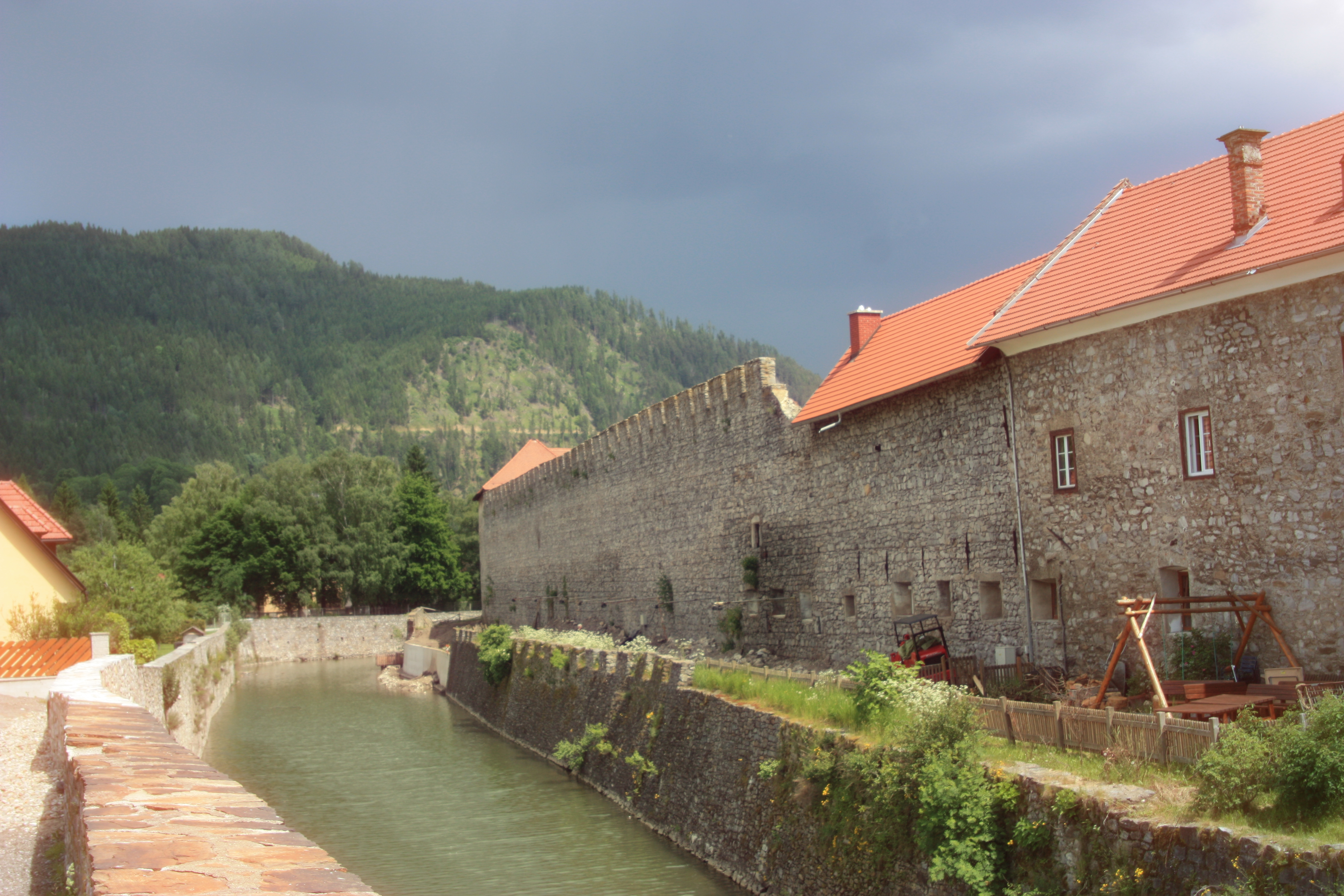
Nordteil bei dem sogenannten Fürstenhof

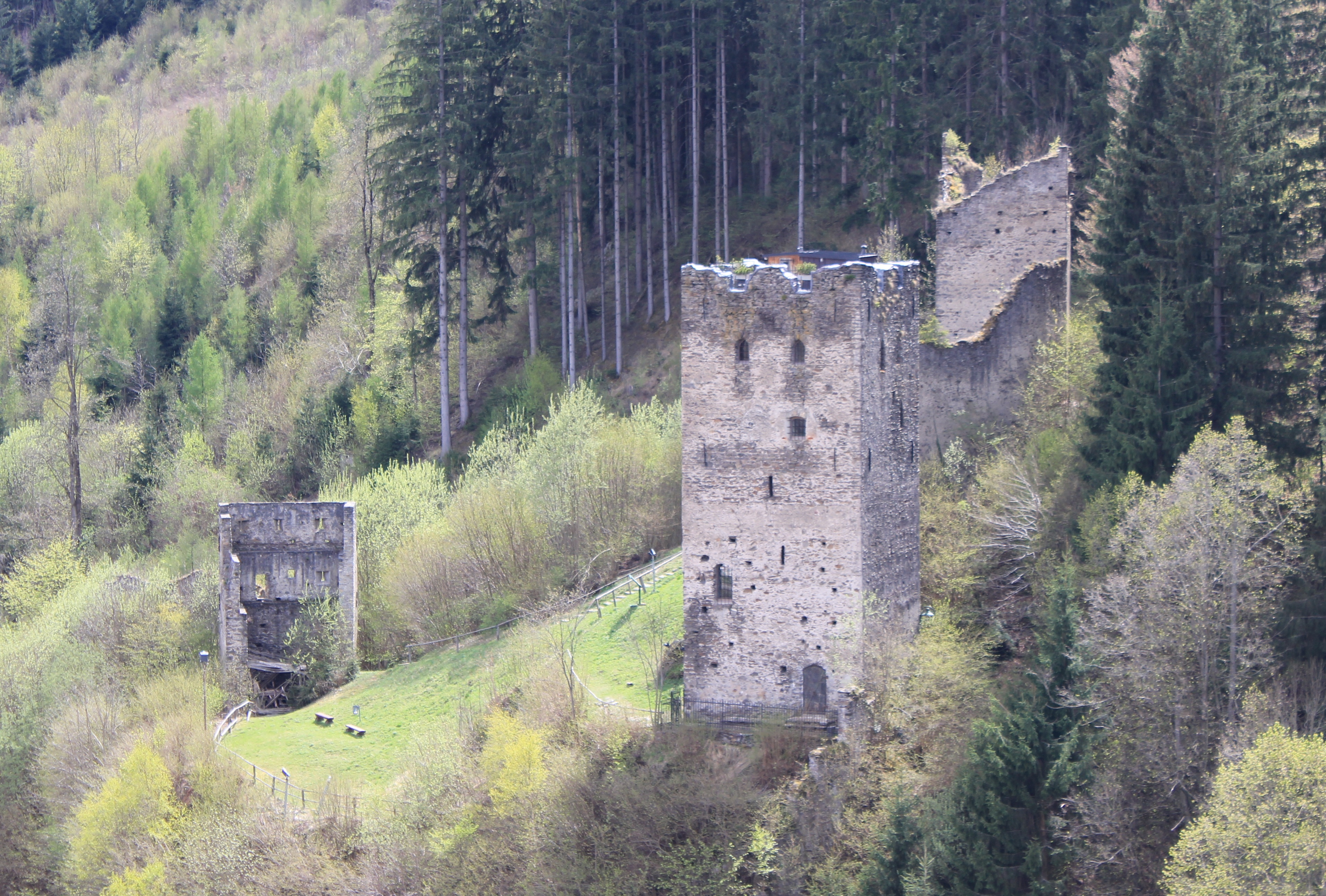
Ruine Rotturm vom Petersberg aus

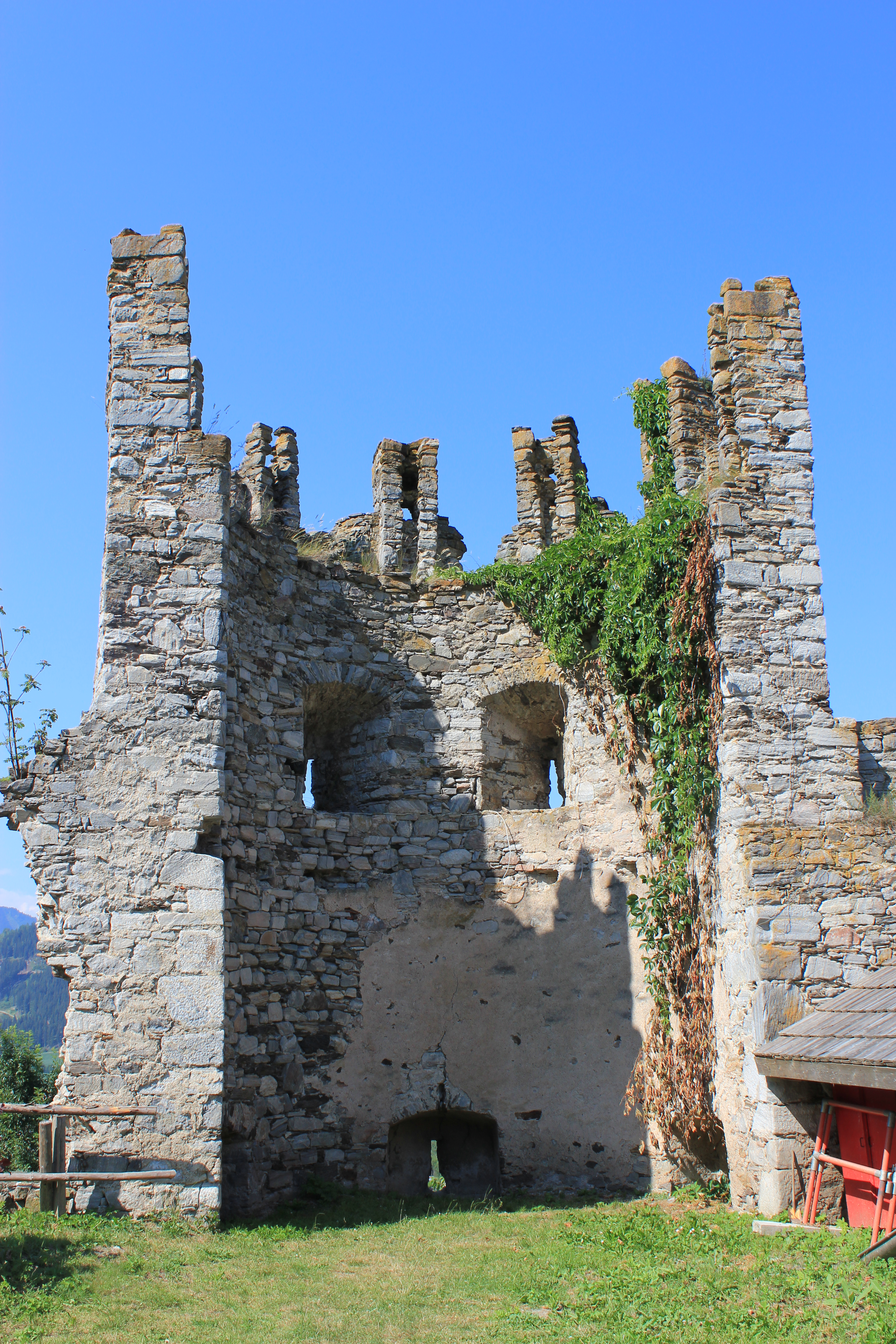
Schalenturm am Petersberg

Die Stadtbefestigung von Friesach, einer Stadt im Norden Kärntens, ist für ihre intakte Stadtmauer und den noch immer gefüllten Wassergraben bekannt.

## Geschichte
Ein erster Mauerring wurde bereits um 1200 erbaut, doch dieser ließ sich wegen seiner Weitläufigkeit nur schwer verteidigen. So wurde die Stadt Friesach in den Jahren 1275, 1289 und 1292 dreimal erobert. Noch im 13. Jahrhundert fiel der Entschluss zur Errichtung der neuen, kleineren Ringmauer. Das Sankt Veiter und das Neumarkter Tor wurden im Zuge der Straßenverbreiterung 1845 abgetragen, 1873 das Olsator nach Errichtung des Bahnhofs im selben Jahr.

## Erste Ringmauer
Der erste Mauerring umfasste das Dominikanerkloster und die Neumarkter Vorstadt.
Er setzte am Petersberg Richtung Virgilienberg an und verlief bis zu hundert Meter östlicher und nördlicher der heutigen Stadtmauer. Im Bereich der Heiligenblutkirche haben sich noch bruchstückhafte Mauerteile erhalten, der Ostteil ist nur mehr ansatzweise zu erkennen. Im Bereich des Dominikanerklosters war die Mauer mit der heutigen Gartenmauer identisch. Von der Nordecke des Klostergartens führte sie südwestwärts über die Neumarkter Straße hangaufwärts zum Bergfried der Burg Lavant. Von der Nordecke des Klostergartens aus wurde Mitte des 13. Jahrhunderts auch eine Mauer entlang des Mühlbaches in Richtung Geiersberg errichtet.

## Zweite Ringmauer
Die zweite Ringmauer mit trapezförmigem Grundriss ist rund 820 Meter lang und reicht an den beiden Enden jeweils bis zu den Berglehnen am Virgilienberg und Petersberg heran und schließt die dortigen Befestigungen mit ein.
Die Stadtbefestigung besteht aus der eigentlichen, zehn bis elf Meter hohen Mauer und einer davor liegenden niedrigeren Zwingmauer in etwa neun Meter Entfernung. Daran schließt ein etwa 15 Meter breiter und fast zehn Meter tiefer Stadtgraben an, der am Petersberg in den Hang gegraben ist. Der Wassergraben wird aus verschiedenen Grundwasserquellen gespeist und mündete früher in die Stadtkanalisation, heute befindet sich der Abfluss am Südende des Grabens.
Die unteren Mauerteile stammen aus dem späten 13. Jahrhundert, jüngere Abschnitte aus dem ersten Viertel des 14. Jahrhunderts, der Großteil der Zwingermauer und die Zinnenbekrönung aus dem 15. Jahrhundert.
Neben dem nördlichen Neumarkter Tor, dem östlichen Olsator und dem südlichen Sankt Veiter Tor besaß die Befestigung hangseitig westlich des Virgilienberges das Heidentor und zwischen Rotturm und Petersberg das Sacktor, welches heute noch besteht.

## Rotturmanlage
Die Rotturmanlage wurde Anfang des 14. Jahrhunderts oberhalb der Heiligblutkirche an der Stelle errichtet, wo die Stadt von König Ottokar erobert worden war. Die Anlage bestand ursprünglich aus vier Wehrtürmen, wovon drei noch erhalten sind.

## Aktion „Rettet den Stadtgraben“
Die aus dem 13. Jahrhundert stammende Stadtmauer zu Friesach mit ihrem wasserführenden Stadtgraben ist von deren Erhaltungszustand einzigartig in Mitteleuropa. Der Stadtgraben hat alle Versuche, ihn zuzuschütten und anderen Nutzungen zuzuführen, überlebt. Die Gemeindevertreter kämpfen seit Jahren gegen den Verfall und um den Fortbestand der Befestigungsanlage.
Mit dem Absinken des Grundwassers und auf Grund der Kanalisation der Stadt sank auch die Höhe des Wasserspiegels im Stadtgraben. Durch den fehlenden Druck und die bis dahin nicht vorhandene Eisbildung im Winter kam es in den 1980er-Jahren zu den ersten gravierenden Mauerschäden und zum Einsturz ganzer Mauerteile. Um den Stadtgraben zu retten, hat sich im Jahr 1985 der Stadtgrabenverein gegründet. Mit verschiedenen Veranstaltungen und der Aktion „Rettet den Stadtgraben“ konnten finanzielle Mittel zum Erhalt aufgebracht werden.

## Belege
1. ↑  „Rettet den Stadtgraben“

Koordinaten: 46° 57′ 4″ N, 14° 24′ 30,8″ O